# Hibbertia pilulis
Hibbertia pilulis är en tvåhjärtbladig växtart som beskrevs av Toelken. Hibbertia pilulis ingår i släktet Hibbertia och familjen Dilleniaceae. Inga underarter finns listade i Catalogue of Life.